# 当阳镇区
当阳镇区是缅甸掸邦当阳县下辖的一个镇区，治所位于当阳。